# Дагвао (Порторико)
Дагвао (шп. Daguao) град је у америчкој острвској територији Порторико, острвској држави Кариба.

## Демографија
По попису из 2010. године број становника је 1.604, што је 116 (7,8%) становника више него 2000. године.
| Група             | 2000.         | 2010.         |
| Белци             | 4 (0,3%)      | 4 (0,2%)      |
| Афроамериканци    | 389 (26,1%)   | 385 (24,0%)   |
| Азијати           | 8 (0,5%)      | 4 (0,2%)      |
| Хиспаноамериканци | 1.478 (99,3%) | 1.591 (99,2%) |
| Укупно            | 1.488         | 1.604         |